# Hyperoplus lanceolatus
El lanzón (Hyperoplus lanceolatus), también llamado pión, es una especie de pez actinopeterigio marino, de la familia de los ammodítidos.

## Usos
Su pesca es de poca importancia comercial, pero importante su uso para harina de pescado y aceite, así como de cebo para pescar otros peces, pero también se utiliza fresco y frito para el consumo humano. Es una importante presa para peces, aves y mamíferos marinos, por lo que presta un importante servicio al ecosistema marino.

## Morfología
De cuerpo alargado en forma de lanza, de ahí su nombre, con una longitud máxima descrita de 40 cm aunque su talla máxima es normalmente de 20 cm. La punta de la aleta pectoral alcanza el extremo delantero de la aleta dorsal; mancha oscura en cada lado del hocico; dos dientes puntiagudos en el paladar y mandíbula superior no protráctil.

## Biología
Se alimenta inicialmente del zooplancton, los peces pequeños clupéidos y ammodítidos dominan su dieta. Desovan masivamente durante el verano.

## Distribución y hábitat
Se distribuye por las costas del noreste del océano Atlántico, desde Múrmansk y Svalbard (en el océano Ártico) al norte, hasta Portugal al sur, incluida Islandia y gran parte del mar Báltico; más rara vez se ha descrito su presencia en el mar Mediterráneo. Son peces marinos y de aguas salobres, de comportamiento demersal asociado a fondos de arena, y migrador de tipo oceanódromo, que habita en un rango de profundidad entre los 6 m y 30 m. Su hábitat es costero, incluyendo la zona intermareal y los estuarios de los ríos, y en mar abierto hasta cerca de 60 m de profundidad; comúnmente asociado con especies de Ammodytes.